# Нестеренко Віктор Михайлович
Віктор Михайлович Нестеренко (нар. 6 травня 1942, село Червоне, тепер село Первомайське Глухівського району Сумської області) — український радянський діяч, бригадир складальників трансформаторів виробничого об'єднання «Запоріжтрансформатор». Депутат Верховної Ради УРСР 8—10-го скликань.

## Біографія
Освіта середня.
З 1959 року — водолаз обласного комітету ДТСААФ УРСР. Служив у Радянській армії.
З 1964 року — складальник, бригадир складальників трансформаторів виробничого об'єднання «Запоріжтрансформатор» імені Леніна Запорізької області.
Член КПРС з 1973 року.
Потім — на пенсії в місті Запоріжжі.

## Нагороди
- ордени
- медалі